# Quentin Halys
Quentin Halys (Bondy, 26 de octubre de 1996) es un jugador de tenis francés. 
Su mejor clasificación en la ATP fue la número 64 del mundo, que llegó el 21 de noviembre de 2022. En dobles alcanzó número 138 del mundo, que llegó el 28 de octubre de 2019.

## Títulos ATP (0; 0+0)

### Individual (0)
| Leyenda                   |
| Grand Slam (0)            |
| ATP World Tour Finals (0) |
| ATP Masters 1000 (0)      |
| ATP World Tour 500 (0)    |
| ATP World Tour 250 (0)    |

#### Finalista (1)
| N.º | Fecha               | Torneo | Superficie    | Oponente en la final | Resultado |
| --- | ------------------- | ------ | ------------- | -------------------- | --------- |
| 1.  | 21 de julio de 2024 | Gstaad | Tierra batida | Matteo Berrettini    | 3-6, 1-6  |

## Títulos Challenger

### Individual
| Leyenda             | Individuales | Dobles |
| ------------------- | ------------ | ------ |
| ATP Challenger Tour | 5            | 8      |

| N.º | Fecha      | Torneo      | Superficie    | Oponentes         | Resultado        |
| --- | ---------- | ----------- | ------------- | ----------------- | ---------------- |
| 1.  | 08.05.2016 | Tallahassee | Tierra batida | Frances Tiafoe    | 6-7(6), 6-4, 6-2 |
| 2.  | 04.02.2018 | Quimper     | Dura (i)      | Alexey Vatutin    | 6-3, 7-6(1)      |
| 3.  | 22.04.2018 | Nanchang    | Tierra batida | Calvin Hemery     | 6-3, 6-2         |
| 4.  | 27.02.2022 | Pau         | Dura (i)      | Vasek Pospisil    | 4-6, 6-4, 6-3    |
| 5.  | 27.03.2022 | Lille       | Dura (i)      | Ričardas Berankis | 4-6, 7-6, 6-4    |

### Dobles
| N.º | Fecha      | Torneos              | Superficie    | Pareja            | Oponentes                                   | Resultado            |
| --- | ---------- | -------------------- | ------------- | ----------------- | ------------------------------------------- | -------------------- |
| 1.  | 07.01.2017 | Numea                | Dura          | Tristan Lamasine  | Adrián Menéndez-Maceiras Stefano Napolitano | 7–6(9), 6–1          |
| 2.  | 08.07.2017 | Recanati             | Dura          | Jonathan Eysseric | Julian Ocleppo Andrea Vavassori             | 6–7(3), 6–4, [12–10] |
| 3.  | 05.05.2019 | Burdeos              | Tierra batida | Grégoire Barrère  | Romain Arneodo Hugo Nys                     | 6–4, 6–1             |
| 4.  | 19.10.2019 | Ismaning             | Carpet (i)    | Tristan Lamasine  | Maxime Cressy James Cerretani               | 6–3, 7–5             |
| 5.  | 13.03.2021 | Biella               | Dura (i)      | Tristan Lamasine  | Denys Molchanov Sergiy Stakhovsky           | 6-1, 2-0 ret.        |
| 6.  | 09.10.2021 | Mouilleron-le-Captif | Dura (i)      | Jonathan Eysseric | David Pel Aisam-ul-Haq Qureshi              | 4–6, 7–6(5), [10–8]  |
| 7.  | 13.02.2022 | Cherburgo            | Dura (i)      | Jonathan Eysseric | Hendrik Jebens Niklas Schell                | 7–6(6), 6–2          |
| 8.  | 08.06.2024 | Zagreb               | Tierra batida | Jonathan Eysseric | Alexandru Jecan Henrique Rocha              | 6-4, 6-4             |